# 十六氢芘
十六氢芘是一种四环有机化合物，化学式为C16H26，相当于芘的所有不饱和键变为饱和。它可由芘在铑催化下于庚烷中加热、加压氢化得到。